# Lotte Bailyn
Pour les articles homonymes, voir Bailyn.
Lotte Franziska Bailyn (née Lazarsfeld ; le 17 juillet 1930 à Vienne) est une psychologue sociale et universitaire américaine. Elle est professeur émérite de gestion T Wilson à la MIT Sloan School of Management. Elle est la première femme membre du corps professoral du MIT Sloan.

## Jeunesse et éducation
Lotte Lazarsfeld naît à Vienne en Autriche en 1930. Elle est la fille de Marie Jahoda et de Paul Lazarsfeld. Sa famille fuit l'Autriche pour New York en 1937 avant l'annexion de l'Autriche par les nazis.
En 1951, elle obtient sa licence en mathématiques du Swarthmore College et son doctorat en psychologie sociale de la Radcliffe Graduate School en 1956. Elle épouse Bernard Bailyn en 1952, le couple a deux enfants, Charles Bailyn, astrophysicien à l'université Yale, et John Bailyn, linguiste à l'université de Stony Brook.

## Carrière
En 1956 et 1957, elle travaille comme chercheuse associée à l'Université Harvard, en 1957 et 1958 comme chargée de cours au Département d'économie et de sciences sociales du Massachusetts Institute of Technology, puis à nouveau pendant les années suivantes sans emploi permanent comme assistante et chargée de cours à Harvard. En 1969, elle retourne au MIT et obtient un poste de professeur associé en 1972, alors qu'elle a 41 ans. Elle obtient une chaire à la MIT Sloan School of Management en 1980.
De 1997 à 1999, elle est présidente de la faculté du MIT, succédant à Lawrence Bacow.

## Activités de recherche
Bailyn mène des recherches sur les changements structurels dans le monde du travail dans des projets industriels et, dans son étude publiée en 1993, arrive à la conclusion que l'isolement entre le monde du travail et la famille qui est apparu dans la société industrielle est un obstacle à la productivité et à la satisfaction au travail. Ses résultats de recherche reçoivent peu d’attention à l’époque. Sous le terme « double agenda », elle propose des mesures permettant de rompre cette division. Des années plus tard, les questions et les résultats de la recherche sont repris sous le titre de compatibilité entre travail et famille.
Elle est membre de l'Association for Psychological Science et de l'Association américaine de psychologie.

## Distinctions
- 2000 : doctorat honoris causa en philosophie de l'université du Pirée[7]. En 2021, Bailyn reçoit la médaille du centenaire 2021 de la Harvard Graduate School of Arts and Sciences[2].
- 2021 : Centennial Medalist de la Harvard Kenneth C. Griffin Graduate School of Arts and Sciences[8].
- 2022 : prix Marie Jahoda pour ses découvertes scientifiques[9], des organisations éducatives sociales-démocrates d'Autriche (SPÖ Education)[10].

## Publications
- Mass media and children: a study of exposure habits and cognitive effects. Washington : Association américaine de psychologie, 1959. Mémoire de fin d'études, Radcliffe College, 1956
- avec Bernard Bailyn : Massachusetts Shipping, 1697–1714 : A Statistical Study (Harvard University Press, 1959)
- avec Edgar Schein : Living with Technology: Issues at Mid-Career  (MIT Press, 1980)
- Breaking the Mold: Women, Men, and Time in the New Corporate World. (Presse libre, 1993)
  - Breaking the Mold: Redesigning Work for Productive and Satisfying Lives (Cornell, 2006)
- avec Charles M. Vest, Robert J. Birgeneau (en) : A study on the status of women faculty in science at MIT (Massachusetts Institute of Technology, 1999)
- avec Joyce K. Fletcher ; Bettye H. Pruitt ; Rhona Rapoport : Beyond Work - Family Balance: Advancing Gender Equity and Workplace Performance (Jossey-Bass, 2001)  (ISBN 0-7879-5730-5)